# Nationaal Celloconcours
Het Nationaal Celloconcours is een tweejaarlijkse wedstrijd voor Nederlandse cellisten en voor niet-Nederlandse cellisten die ten minste drie jaar aan een Nederlands conservatorium hebben gestudeerd en in Nederland wonen, met een leeftijdsgrens van 27 jaar.
Het concours werd voor het eerst gehouden in 2006 in het Muziekgebouw aan het IJ en maakte deel uit van de Cello Biënnale Amsterdam. Het concours is bedoeld als equivalent van het eveneens tweejaarlijkse Nationaal Vioolconcours Oskar Back voor violisten.

## Lijst van winnaars
| Jaar | Hoofdprijs                | Tweede prijs             | Derde prijs 'Kirill Kondrasjin' | Aanmoedigingsprijs | Beste vertolking opdrachtcompositie | Publieksprijs            |
| ---- | ------------------------- | ------------------------ | ------------------------------- | ------------------ | ----------------------------------- | ------------------------ |
| 2006 | Joris van den Berg        | Maartje-Maria den Herder | Sietse-Jan Weijenberg           | Lidy Blijdorp      | Maartje-Maria den Herder            | Maartje-Maria den Herder |
| 2008 | Amber Docters van Leeuwen | Immanuel van IJzerlooij  | Steven Bourne                   | Willem Stam        | Immanuel van IJzerlooij             | Immanuel van IJzerlooij  |
| 2010 | Joann Whang               | Pedro Vaz                | Bas Jongen                      | Ella van Poucke    | Lidy Blijdorp                       |                          |